# Egbert von Lepel
Hans Felix Egbert von Lepel (* 30. September 1881 in Neuendorf auf Usedom; † 7. April 1941 in New York) war ein deutscher Funktechniker.

## Familie
Egbert von Lepel war das jüngste von neun Kindern des Gutsherren Felix von Lepel (1817–1891) aus der zweiten Ehe, mit Marie Milster. Die Güter der Familie lagen auf der Usedomer Halbinsel Gnitz. 1909 heiratete er in Berlin Elisabeth Döhnert (1887–1937), sie hatten einen Sohn – Jürgen-Heinz Felix Egbert von Lepel (1910–1981).

## Ausbildung und Karriere
Über Schulbildung und Studium ist nichts bekannt. Er leistete seinen Militärdienst bei den Ulanen – 2. Pommersches Ulanen-Regiment Nr. 9 in Demmin, den er als Rittmeister der Reserve beendete. Anschließend war er als Elektroingenieur tätig. Ab 1904 war er bei der Telefunken angestellt, deren Technischer Direktor Georg Graf von Arco war. Als Montageingenieur arbeitete er zunächst an der Ausrüstung der russischen Ostseeflotte mit drahtlosen Telefunk-Stationen, war Ausbilder für ihre Marinesoldaten und begleitete die Flotte in dieser Funktion bis Madagaskar.
Wieder in Deutschland arbeitete er an der Löschfunkentechnik, die als System der Funktechnik den Bau von Sendern mit schärferer Abstimmung und größeren Sendereichweiten erlaubte. Wegen Differenzen mit Graf Arco verließ er die Telefunken und erhielt 1907 das Patent 232174 für die „Einrichtung zur Erzeugung schneller elektrischer Schwingungen aus Gleich- und Wechselstrom“. Einen Patentstreit mit Graf Arco und der Telefunken, die er des Plagiats an seinem Löschfunkensystem beschuldigte, konnte er gewinnen.
1908 gründete Egbert von Lepel zusammen mit dem Generalmajor a. D. Freiherrn von Gayl die in Berlin ansässige Drahtlose Telegraphiesystem von Lepel mit Versuchsstationen in Reinickendorf und Braunschweig. Dabei kooperierte er mit dem Wiener Physiker Walter Burstyn, der wie Lepel bis 1906 bei der Telefunken angestellt war.
Ab 1913 arbeitete Egbert von Lepel mit einem Luftschiffer- und Telegraphen-Bataillon am Aufbau der Heereszentralfunkstelle der Kaiserlichen Armee auf dem Funkerberg bei Königs Wusterhausen, die 1915 in Betrieb genommen wurde.  Während des Ersten Weltkrieges diente er als Offizier. Anfang 1917 wurde er zum Oberkommando der 1. Armee an der Westfront nach Rethel bei Reims kommandiert, um dort die Funktruppen zu führen. Er setzte sich besonders für erste Versuche mit Röhrensendern ein, mit denen kleine, transportable Funkanlagen möglich wurden. Dabei arbeitete er mit Hans Bredow zusammen, der im zivilen Leben neben Georg Graf von Arco einer der beiden Geschäftsführer der Telefunken war. Um Abstimmung, Antennenausführung und Reichweite der Röhrensender zu ermitteln, sendeten Lepel, Bredow und Alexander Meißner in Gefechtspausen Nachrichten und Musik, die in Schützengräben mittels Detektor-Empfängern gehört werden konnten. Obwohl Lepel und seine Mitarbeiter sich damit die Missbilligung der militärischen Führung einhandelten, konnten sie so wichtige Erkenntnisse für die Rundfunktechnik gewinnen.
Die Hauptfunkstelle des Heeres strahlte am 22. Dezember 1920 die erste deutsche Rundfunksendung aus. Am 7. Januar 1926 wurde dort der Deutschlandsender in Betrieb genommen, dessen internationale Stationskennung LP für den Namen Lepel stand.
Nach dem Ersten Weltkrieg führte Egbert von Lepel sein Unternehmen erfolgreich weiter. In New York gründete er die Lepel-Hochfrequenzwerke. Nach seinem Tod 1941 wurden die Lepel High Frequency Laboratories von seinem Sohn Jürgen-Heinz von Lepel weitergeführt.